# Araucaria bernieri
Araucaria bernieri (араукарія Берньє) — вид хвойних рослин родини араукарієвих.

## Поширення, екологія
Країни проживання: Нова Каледонія. Цей вид обмежується низькими висотами вологого вічнозеленого лісу й іноді зустрічаються вздовж русел. Він обмежений ґрунтами, отриманих з ультраосновних гірських порід.

## Морфологія
Вузько стовпчастих дерево. Кора сіра. Чоловічі шишки блакитно-білі, циліндричні, 40–90 мм в довжину і 8–16 мм шириною, мікроспорофіли трикутні. Жіночі шишки помітно сизо, до 10 см в довжину і 7,5–8 см завширшки. Насіння до 3 см довжиною, горіхи яйцеподібні, крила широко закруглені.

## Використання
Деревина, як повідомляється, високої якості і локально експлуатується.

## Загрози та охорона
У минулому цей вид був під деяким тиском від лісозаготівель. Наразі основні загрози це різні заходи, пов'язані з дорожньо-будівельними роботами та роботами по зберіганню відходів і пожежі, частота яких перешкоджає регенерації або розширенню поселень. Цей вид представлені в охоронних районах, включаючи фр. Rivière Bleue Provincial Park і фр. Montagne des Sources Nature Reserve. Північні субпопуляції за межами охоронних територій і уразливі для гірничих робіт. Всі субпопуляції уразливі для вогню.